# Maďarské ľudové hnutie za zmierenie a prosperitu
Maďarské ľudové hnutie za zmierenie a prosperitu (maďarsky Magyar Népi Mozgalom a Megbékélésért és a Jólétért, česky Maďarské lidové hnutí za smíření a prosperitu, zkratka MĽHZP) byla slovenská politická strana, vzniklá roku 1995 jako platforma reprezentující část maďarské etnické menšiny.

## Dějiny a ideologie
Vznik strany se datuje do října 1995, kdy bývalý československý poslanec a místopředseda hnutí Együttélés (Spolužitie) Juraj Gyimesi založil nový politický subjekt. Gyimesi se během 90. let postupně distancoval od hlavního proudu politické reprezentace maďarské menšiny na Slovensku. V únoru 1995 označil Maďarské křesťanskodemokratické hnutí za platformu ovládanou extrémní pravicí. V březnu 1995 byl vyloučen z hnutí Együttélés. Jeho nová strana se pak definovala jako subjekt blízký tehdy vládnímu HZDS. V slovenských parlamentních volbách roku 1998 Maďarské ľudové hnutie za zmierenie a prosperitu získalo jen 0,19 % hlasů. Po volebním neúspěchu aktivita strany ustala.

## Volební výsledky
1998
- Parlamentní volby na Slovensku 1998 – 6 587 hlasů, 0,19 % hlasů, 0 mandátů